# .gs
.gs è il dominio di primo livello nazionale assegnato alla Georgia del Sud e Isole Sandwich Australi.
È amministrato dal Government of South Georgia and South Sandwich Islands (GSGSSI). Fa parte del Council of Country Code Administrators (CoCCA).